# Istituto Dermopatico dell'Immacolata
L'istituto dermopatico dell'Immacolata, meglio conosciuto come IDI, è un ospedale privato con sede principale nel quartiere Aurelio di Roma nella zona dei "monti di creta". Venne fondato nel 1912 dalla Congregazione dei Figli dell'Immacolata Concezione come istituto per la cura delle malattie dermatologiche. Nel 1990 divenne istituto di ricovero e cura a carattere scientifico. Dal 2015 appartiene alla Fondazione Luigi Maria Monti guidata da Padre Giuseppe Pusceddu.

## Origini
La storia dell'IDI viene fatta risalire all'istituzione della Congregazione dei Figli dell'Immacolata Concezione, avvenuta nel 1857 presso l'Arcispedale di Santo Spirito in Saxia ad opera di padre Luigi Maria Monti, con il fine di "santificare sé stessi e il prossimo" attraverso l'assistenza ai bisognosi e agli infermi e la cura e l'educazione dei bambini orfani. A quel tempo i religiosi alloggiavano in una piccola costruzione situata nella campagna a nord di Roma, nella zona dei "monti di creta", dove i religiosi di padre Monti iniziarono a dedicarsi alla cura della tigna, una malattia della pelle molto diffusa a causa delle scarse condizioni igieniche del tempo.

## Prime cure mediche
Nel 1907, grazie al progresso scientifico e alla diffusione del microscopio, il religioso padre Antonio Lodovico Sala riuscì a formulare la prima pomata per la cura della tigna degli abitanti delle zone limitrofe, dediti per lo più alla pastorizia. Questa scoperta permise di superare le metodiche rudimentali, talvolta molto dolorose, impiegate fino a quel momento. Successivamente vennero messi a punto altri preparati galenici che permisero di curare sempre più patologie.

## La nascita del sanatorio dell'Immacolata
Nel 1912 un decreto prefettizio autorizzò padre Antonio Lodovico Sala a gestire una casa di salute per le persone affette da malattie della pelle. Tale ufficializzazione rappresentò una pietra miliare nel percorso di affermazione dell'istituzione ospedaliera. Veniva infatti riconosciuta l'utilità dell'opera assistenziale. Anche la Santa Sede, riconoscendo l'importanza di tale "missione", si fece sostenitrice del progetto di ampliamento della struttura. Nel 1925, a poco più di un decennio dall'autorizzazione prefettizia, venne inaugurato il primo padiglione del Sanatorio dell'immacolata..

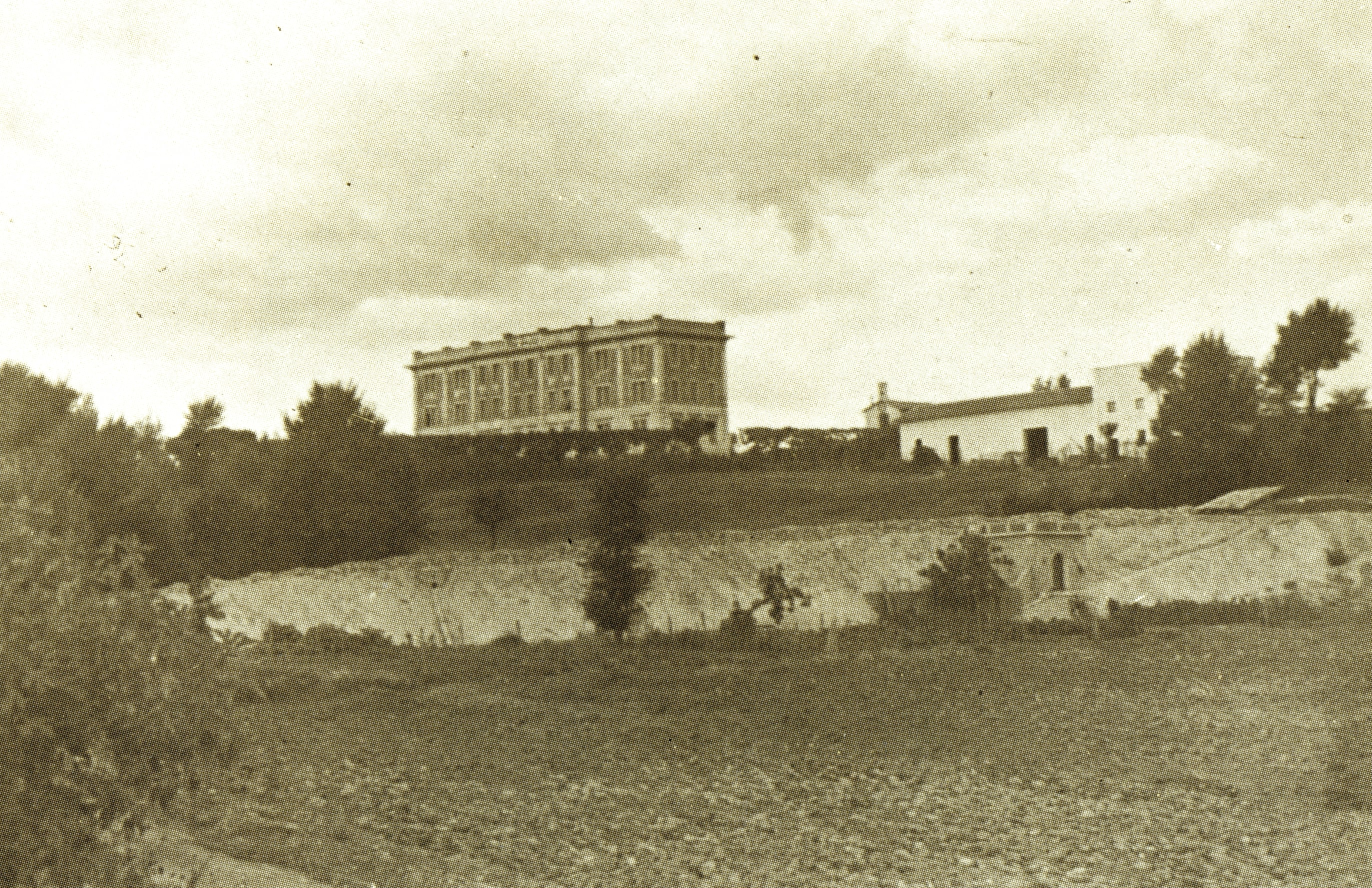
Veduta dei "monti di creta" e sullo sfondo il Sanatorio dell'Immacolata, oggi IDI (1925 circa)

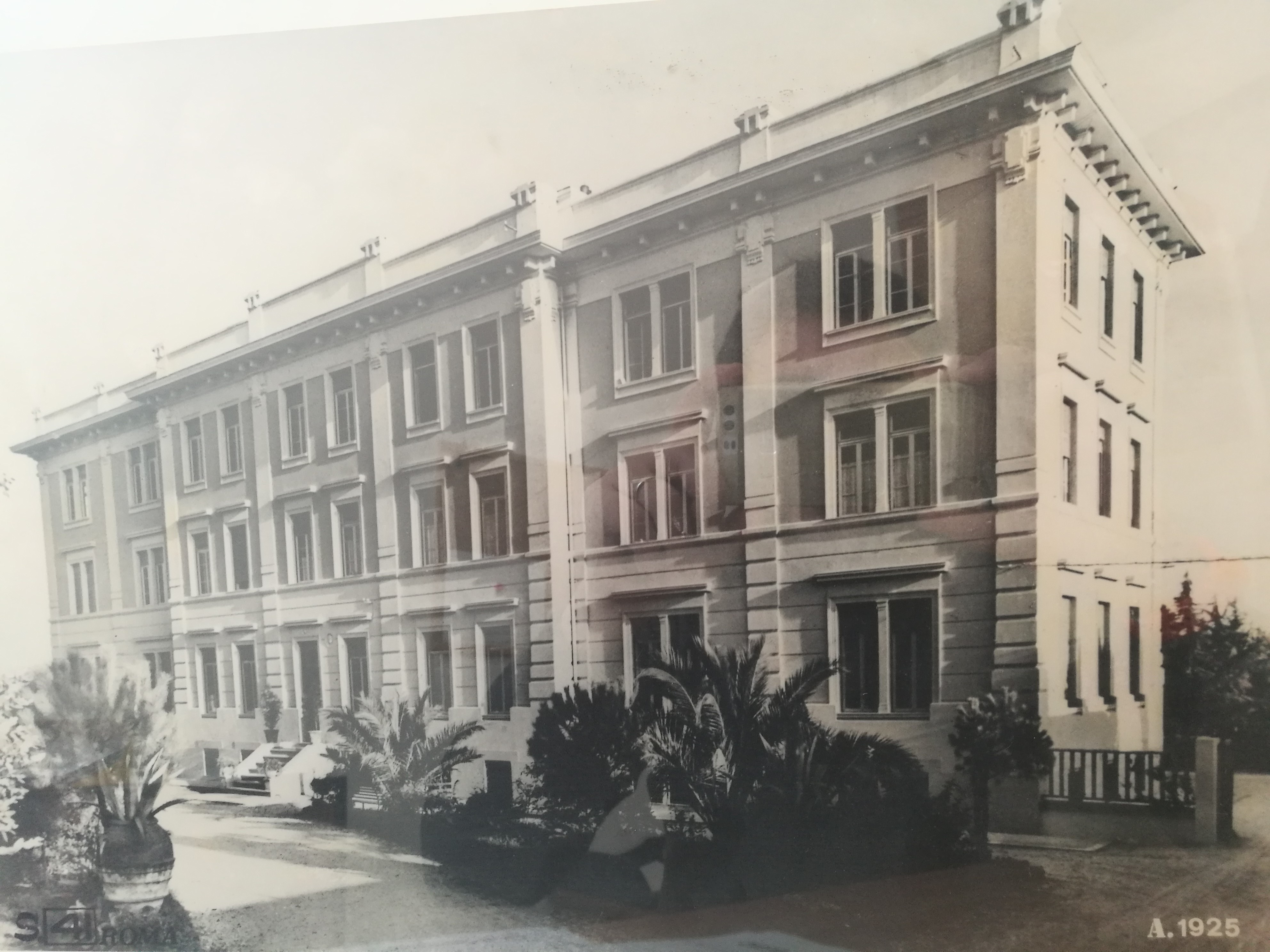
Il primo padiglione del 1925

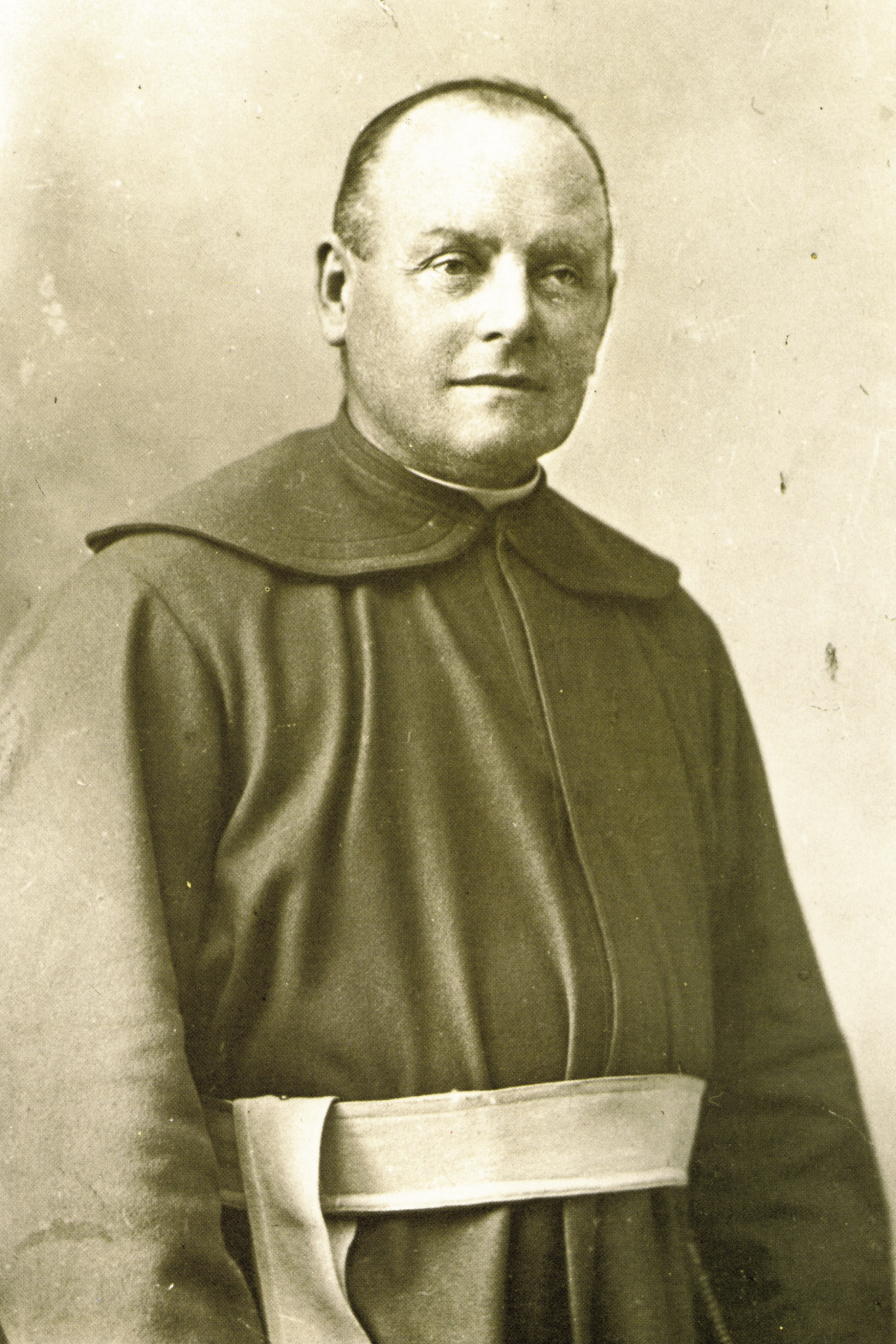
Padre Antonio Lodovico Sala

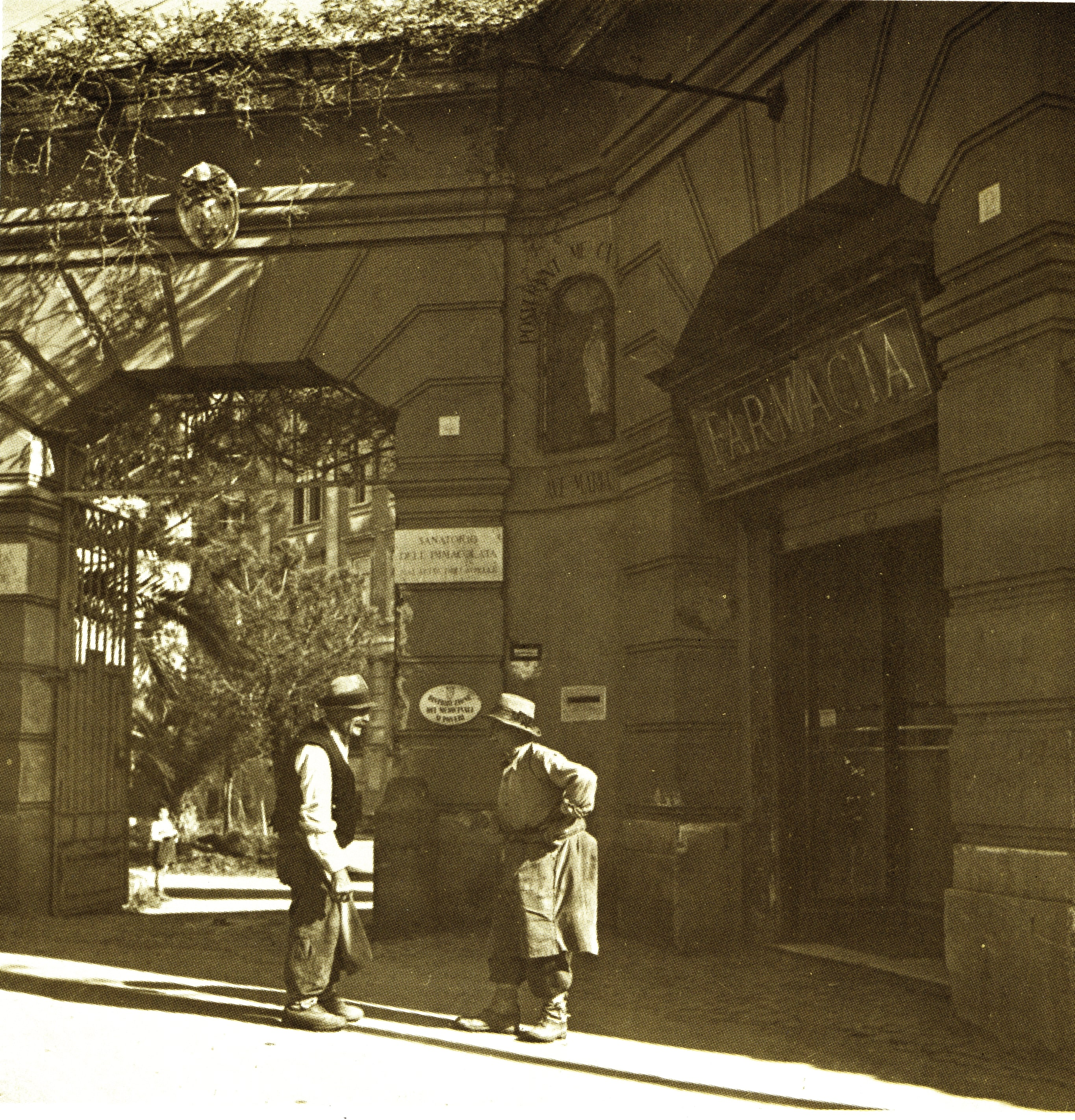
Ingresso del Sanatorio dell'Immacolata e della Farmacia IDI (circa 1930)

## Gli anni '40, '50, '60
Al confratello Emanuele Stablum (Terzolas 1895 – Roma 1950), che per volontà della Congregazione dovette rinunciare al sacerdozio per diventare medico, viene attribuita la riorganizzazione della struttura secondi criteri innovativi che conferirono all'istituto la caratteristica di ospedale dermatologico. Negli anni dell'occupazione tedesca di Roma (1943-1944) Stablum si distinse quando, aprendo le porte dell'istituto ai perseguitati del nazismo, salvò la vita ad un centinaio di persone tra cui 52 ebrei. Per questo gesto di umanità lo Yad Vashem nel 2001 conferì a Stablum l'onorificenza di Giusti tra le nazioni alla memoria.
Le spoglie di Emanuele Stablum riposano all'interno della cappella dell'IDI.
Dopo la fine della seconda guerra mondiale e la morte prematura di Stablum la guida dell'istituto passò nelle mani del confratello Rino Cavalieri, il quale seppe dare un nuovo impulso alle attività cliniche e di ricerca che durante il conflitto bellico avevano subito dei rallentamenti. Il professor Cavalieri incrementò soprattutto l'attività ambulatoriale, che oggi chiameremmo "intervento di primo livello", e ciò in periodo storico in cui l'assistenza sanitaria si basava perlopiù sulla degenza ospedaliera. Al professor Cavalieri si deve poi l'istituzione della testata scientifica Chronica Dermatologica, specializzata nella pubblicazione di articoli in ambito dermatologico, la cui diffusione contribuì a far conoscere all'estero le attività dell'istituto.
Negli anni '50 nei locali adiacenti all'Istituto venne creato un laboratorio per le preparazioni galeniche da utilizzare in ambito ospedaliero. Si trattava di un primo passo verso la creazione, negli anni '70, degli stabilimenti della "IDI Farmaceutici" di Pomezia.

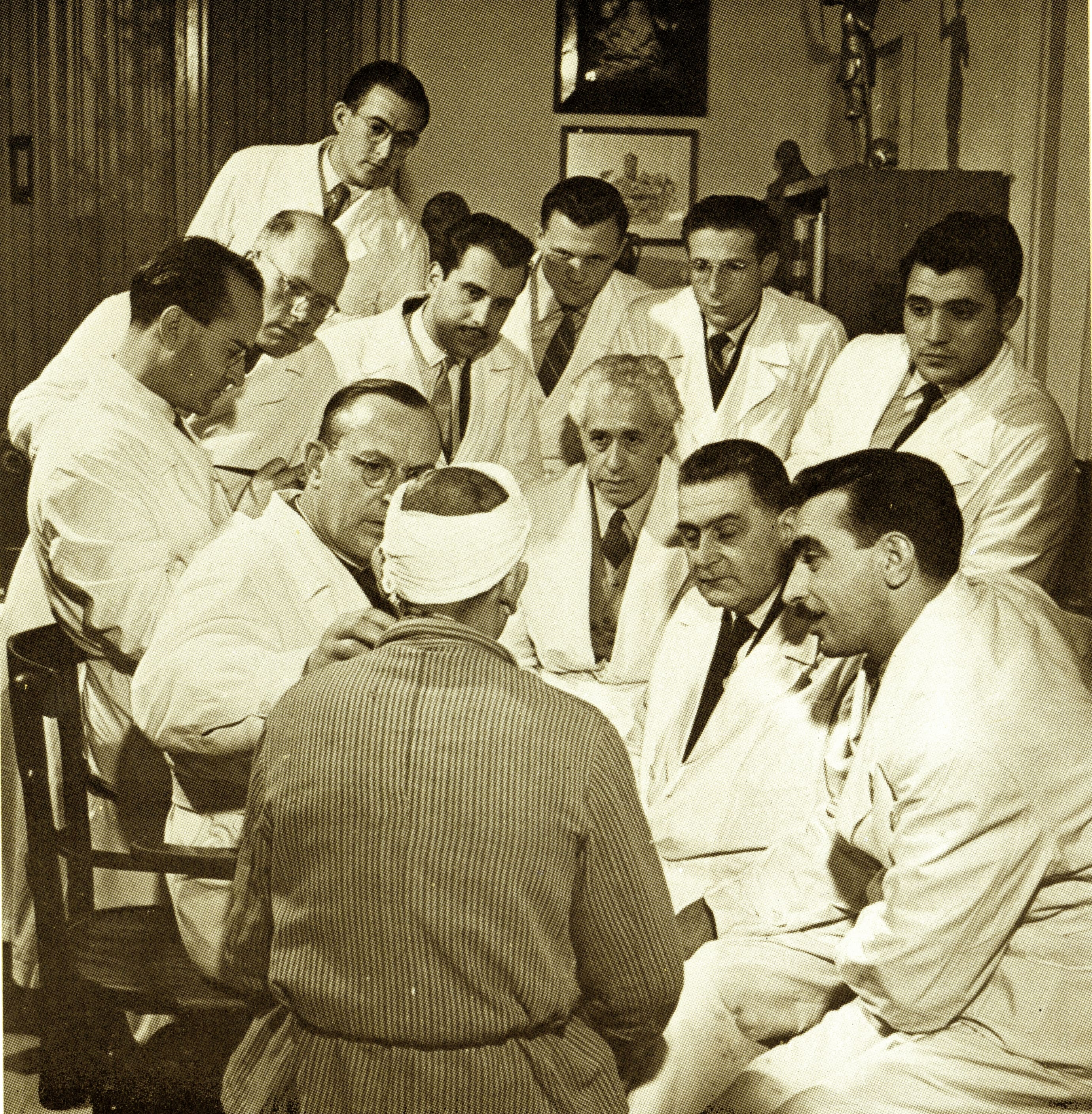
Emanuele Stablum durante un consulto medico (1947)

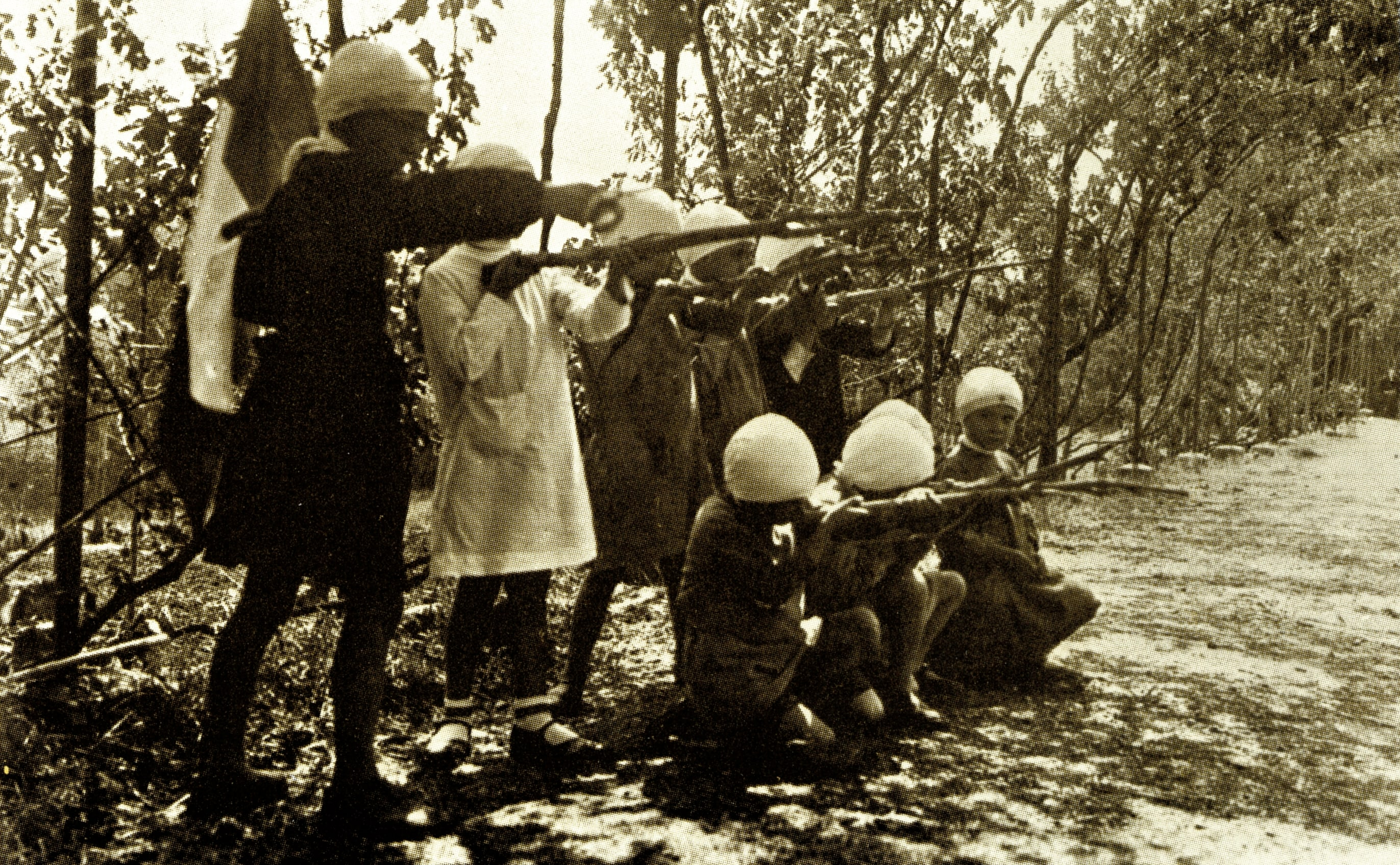
I piccoli pazienti dell'IDI in un momento di svago (1940 circa)

## Anni '70 e '80
Negli anni '70 e '80 l'istituto divenne una struttura di riferimento nel panorama sanitario italiano, anche per il contributo scientifico in ambito dermatologico. L'IDI assunse la qualifica di "ospedale regionale specializzato" per la dermatologia, e vennero istituite le divisioni di chirurgia plastica e chirurgia vascolare, oltre ai centri di laboratorio e radiologia per il supporto diagnostico.
A Capranica nel viterbese venne fondata la struttura IDI Villa Paola, sede distaccata dell'IDI di Roma.

## Ricerca scientifica
Nel 1990 l'istituto divenne Istituto di ricovero e cura a carattere scientifico (IRCCS). L'attività di ricerca portò alla scoperta dei fattori patogenetici di molte patologie dermatologiche e la messa a punto di nuovi protocolli terapeutici. Ne conseguì un rapido sviluppo dell'organizzazione ospedaliera, improntata all'interazione e allo scambio tra medici e ricercatori, e la creazione di nuovi servizi e ambulatori specialistici per la cura di un numero sempre più ampio di patologie.
L'Istituto conta cinque laboratori di ricerca in: biochimica; biologia molecolare e cellulare; immunologia sperimentale; oncologia molecolare; epidemiologia, registri, centro di sperimentazione clinica (CTC) e statistica.

## Crisi economico finanziaria e commissariamento
Dopo il 2010, in concomitanza con il processo di riorganizzazione del Servizio Sanitario Nazionale, si assistette a un ruolo più marginale della dermatologia. La crisi economico-finanziaria che investì il Paese finì per interessare l'istituto.
Nel 2012 episodi di cattiva gestione portarono all'apertura di indagini giudiziarie per presunti illeciti con il rinvio a giudizio di alcuni esponenti laici e religiosi della Congregazione. L'istituto piombò in una crisi gestionale che costrinse i vertici a richiedere un concordato preventivo presso il Tribunale di Roma. Il 29 marzo 2013, con decreto del MISE, l'istituto entrò in regime di amministrazione straordinaria che si concluse il 14 aprile del 2015 con l'acquisizione dell'istituto da parte della Fondazione Luigi Maria Monti.

## Anni recenti
Il 14 aprile 2015 la fondazione Luigi Maria Monti, ente morale senza scopo di lucro, divenne proprietaria dell'IDI. Il primo presidente fu il cardinale Giuseppe Versaldi, prefetto della Congregazione per l'educazione cattolica presso la Santa Sede. Il 1º ottobre 2016 fu Mariapia Garavaglia ad assumere la presidenza.
Il 13 giugno 2017 Antonio Maria Leozappa è stato chiamato dal segretario di Stato Vaticano cardinale Pietro Parolin alla presidenza del consiglio di amministrazione della Fondazione e alla guida dell'IDI IRCCS.
Dal novembre 2020 la Fondazione è presieduta da Padre Giuseppe Pusceddu

## Organizzazione ospedaliera
L'istituto è accreditato a livello nazionale per le branche di dermatologia, chirurgia plastica, chirurgia vascolare ed oncologia, mentre l'ambulatorio per le Malattie dermatologiche rare è presidio sanitario regionale.